# نيك هولدر
نيك هولدر هو منتج أسطوانات ودي جيه وملحن كندي، ولد في 1969.

## وصلات خارجية
- الموقع الرسمي
- نيك هولدر على موقع ميوزك برينز (الإنجليزية)
- نيك هولدر على موقع أول ميوزيك (الإنجليزية)
- نيك هولدر على موقع ديسكوغز (الإنجليزية)